# Kroyeria sphyrnae
Espèce
Kroyeria sphyrnae est une espèce de crustacés copépodes de la famille des Pandaridae. On le rencontre notamment sur le corps des requins.